# Editorial Universitaria de Buenos Aires
L'Editorial Universitaria de Buenos Aires (Eudeba) és l'editorial universitària de la Universitat de Buenos Aires (UBA) i la major del seu tipus a l'Argentina.

## Història

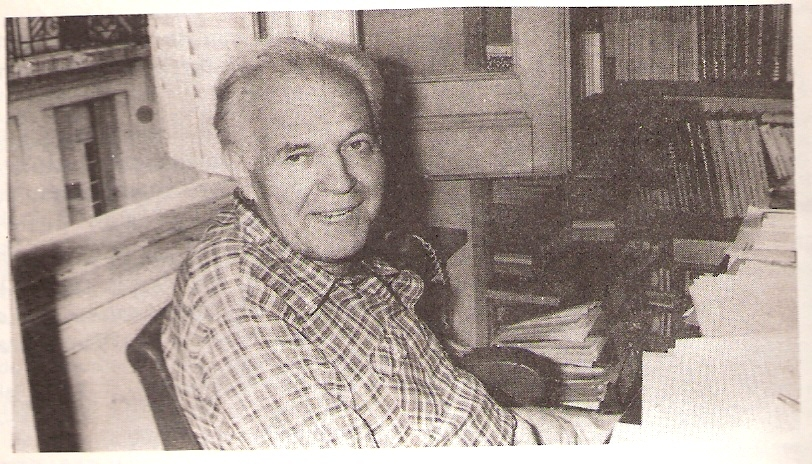
José Boris Spivacow el 1980 (Revista Pájaro de fuego).

El 1955 es va crear el Departament Editorial de la Universidad de Buenos Aires, que va prendre al seu càrrec la publicació de la Revista de la Universidad de Buenos Aires, que va ser creada el 1904, i va començar la publicació d'una sèrie de llibres de les diverses facultats.
A partir de 1959, va iniciar una molt important feina, estant publicats fins al 1961, més de 150 títols.
Després de l'alçament militar de 1966 molts dels seus integrants van estar obligats a renunciar.

## Actualitat
Fins al 2008 és totalment autofinançada i publica llibres per la majoria de les carreres de la UBA, a més a més d'obres d'interès general. En té un catàleg de més de 700 títols.